# منزل آية الله خاتمي
منزل آية الله خاتمي (بالفارسية: خانه آیت‌الله خاتمی) هو منزل تاريخي يعود إلى عصر القاجاريون، ويقع في أردكان.